# Knytblus

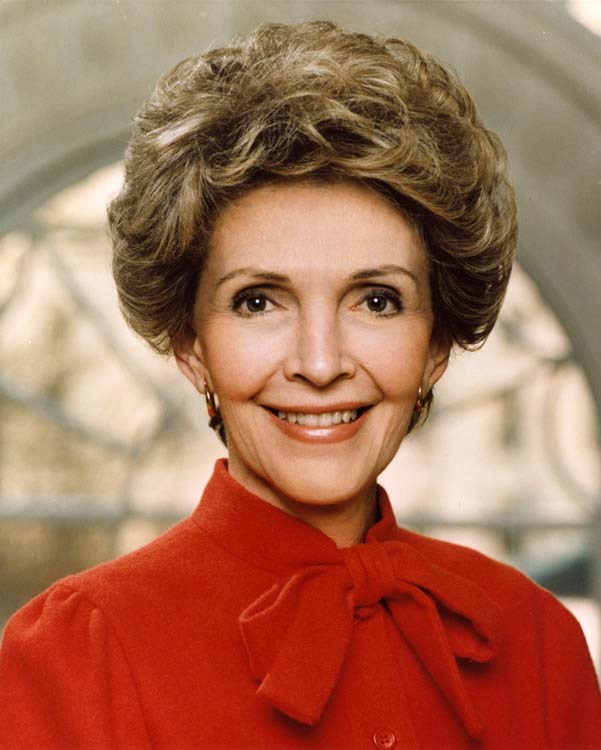
Nancy Reagan i röd knytblus

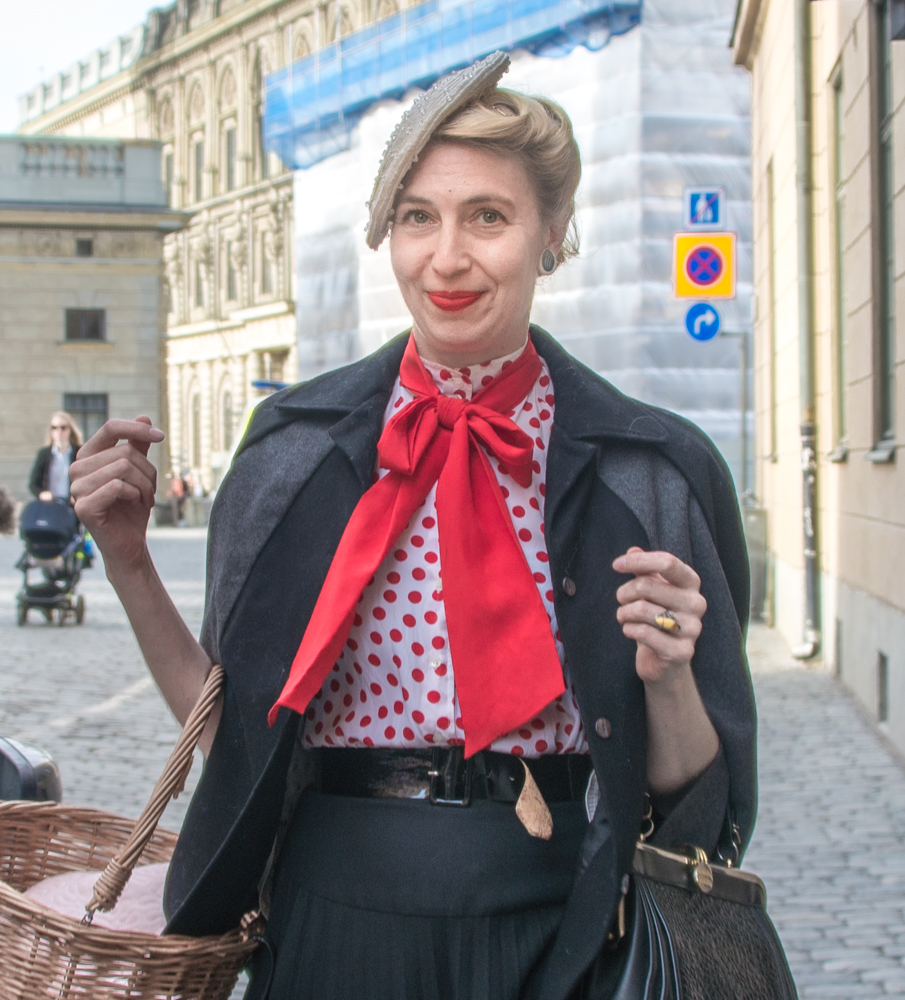
Knytblusdam på väg till manifestation för stöd till Sara Danius på Stortorget i Gamla stan i Stockholm den 19 april 2018.

Knytblus är en damblus, som har ett band att knyta i en rosett runt halsen. Plagget introducerades under sent 1800-tal, men dess popularitet har varierat med toppar under främst 1940-tal, 1980-tal och under 2000-talet.
Knytblusen hade ett modemässigt uppsving från tidigt 1980-tal, som varade decenniet ut. Den bars av många kvinnor, men kom i Sverige att gradvis förknippas med karriärorienterade kvinnor. Under 2000-talet har knytblusen återkommit och syns i betydande utsträckning i detaljhandels klädutbud, men nu som mode- och fritidsklädsel inte minst för yngre kvinnor, i lika stor utsträckning som kontorsklädsel.
I april 2018 blev knytblusen en symbol för den virala kampanjen #knytblus, ett ställningstagande för Sara Danius under den då pågående krisen inom Svenska Akademien kring den så kallade "Kulturprofilen" Jean-Claude Arnault. Tusentals personer publicerade selfies iklädda knytblus med hashtaggarna #knytblus och #knytblusförsara på Instagram, och Stortorget i Stockholm fylldes med kvinnor i knytblusar.